# Polycentropus clarus
Polycentropus clarus is een schietmot uit de familie Polycentropodidae. De soort komt voor in het Neotropisch gebied.